# Olchowce (gromada)
Olchowce – dawna gromada, czyli najmniejsza jednostka podziału terytorialnego Polskiej Rzeczypospolitej Ludowej w latach 1954–1972.
Gromady, z gromadzkimi radami narodowymi (GRN) jako organami władzy najniższego stopnia na wsi, funkcjonowały od reformy reorganizującej administrację wiejską przeprowadzonej jesienią 1954 do momentu ich zniesienia z dniem 1 stycznia 1973, tym samym wypierając organizację gminną w latach 1954–1972.
Gromadę Olchowce z siedzibą GRN w Olchowcach (obecnie w granicach Sanoka) utworzono – jako jedną z 8759 gromad na obszarze Polski – w powiecie sanockim w woj. rzeszowskim na mocy uchwały nr 33/54 WRN w Rzeszowie z dnia 5 października 1954. W skład jednostki weszły obszary dotychczasowych gromad Olchowce i Bykowce ze zniesionej gminy Sanok oraz obszar dotychczasowej gromady Liszna ze zniesionej gminy Mrzygłód w tymże powiecie. Dla gromady ustalono 16 członków gromadzkiej rady narodowej.
1 stycznia 1960 do gromady Olchowce włączono wieś Zahutyń ze zniesionej gromady Zagórz oraz obszar zniesionej gromady Załuż w tymże powiecie; równocześnie siedzibę gromady Olchowce przeniesiono do miasta Sanoka (zachowując nazwę gromada Olchowce).
30 czerwca 1960 do gromady Olchowce włączono wieś Trepcza z gromady Jurowce w tymże powiecie. Po zmianie tej Trepcza stała się eksklawą gromady Olchowce, oddzieloną od niej obszarem miasta Sanoka
31 grudnia 1961 do gromady Olchowce włączono wsie Płowce, Stróże Małe i Stróże Wielkie ze zniesionej gromady Dąbrówka w tymże powiecie.
W 1971 roku gromada Olchowce liczyła 4711 mieszkańców, zamieszkujących miejscowości: Bykowce (558), Liszna (389), Olchowiec (1224), Płowce (234), Stróże Małe (145), Stróże Wielkie (55), Trepcza (705), Wujskie (318), Zahutyń (757) i Załuż (326).
1 listopada 1972 z gromady Olchowce wyłączono wsie Olchowce i Zahutyń, włączając je (wraz z osiedlem Zagórz) do miasta Sanoka w tymże powiecie (który jednocześnie stał się powiatem miejskim), po czym, w związku ze zniesieniem powiatu sanockiego, gromada Olchowce weszła w skład nowo utworzonego powiatu bieszczadzkiego w tymże województwie. Po zmianie tej Olchowce nie należały już do gromady Olchowce; ponadto przez kolejne dwa miesiące aż do jej zniesienia, gromada miała bardzo nietypowy kształt. Składała się z w tym krótkim okresie z czterech odległych eksklaw, rozdzielonych obszarem miasta Sanoka:
- zachodniej – obejmującej Bykowce, Wujskie i Załuż;
- południowo-wschodniej – obejmującej Płowce, Stróże Małe i Stróże Wielkie;
- północno-wschodniej – obejmującej Lisznę;
- północno-zachodniej – obejmującej Trepczę (eksklawa ta powstała już w 1960 roku).

Gromada przetrwała do końca 1972 roku, czyli do kolejnej reformy gminnej.